# Eugenio Spiazzi
Eugenio Spiazzi di Corte Regia (Verona, 7 dicembre 1887 – 17 settembre 1957) è stato un politico italiano.